# 한국사과연합회
한국사과연합회는 WTO, FTA 등 시장개방 확대와 농업환경 변화에 대응하기 위하여 회원간 상호협력을 바탕으로 고품질 사과 안정생산지도 및 수급조절, 시장교섭력 강화 등을 통하여 생산 농업인의 소득증대와 사과산업의 발전 도모를 목적으로 2010년 1월 7일 설립된 대한민국 농림수산식품부 소관의 사단법인이다. 사무실은 경상북도 상주시 발산로 237이다.